# L'italiano (romanzo)
L'italiano, o il confessionale dei penitenti neri è un romanzo gotico scritto dall'autrice inglese Ann Radcliffe. Pubblicato nel 1797, è considerato una delle sue opere di maggior successo. 
Come le altre opere dell'autrice, il romanzo presenta atmosfere cupe e spaventose, personaggi buoni crudelmente tiranneggiati da altri privi di qualsiasi morale, colpi di scena e misteri apparentemente inspiegabili, che, come ne I misteri di Udolpho, vengono spiegati tutti in modo razionale alla fine della storia.

## Trama
Ambientato nel 1764 a Napoli, L'Italiano racconta le vicissitudini e le prove a cui viene sottoposto l'amore dei due protagonisti, Vincenzo di Vivaldi ed Elena di Rosalba. Vincenzo, innamoratosi di Elena a prima vista, è intenzionato a sposarla, ottenendo anche la benedizione della zia con cui ella vive. Il ragazzo appartiene però a una nobile e ricca famiglia e la Marchesa sua madre trova questo matrimonio indegno di lui. Aiutata dal diabolico monaco Schedoni, la donna fa rapire e richiudere in un convento Elena. Vincenzo riesce a liberarla ma, proprio quando i due innamorati sono sul punto di sposarsi, vengono nuovamente divisi dall'intervento degli uomini di Schedoni. Il monaco porta la ragazza in una casa isolata per ucciderla, ma a questo punto scopre che Elena è in realtà sua figlia e decide così di nasconderla in un posto sicuro; Vincenzo viene invece rinchiuso nelle prigioni dell'Inquisizione. Dopo una serie di colpi di scena e di inaspettate scoperte il giovane viene liberato ed Elena scopre con gioia di essere solo la nipote del malvagio Schedoni, il quale appartiene in realtà a una nobile famiglia di cui Elena è discendente. A questo punto la giovane è degna di sposare Vincenzo e i due innamorati possono finalmente riunirsi e convolare a nozze.

## Personaggi
Elena di Rosalba è l'eroina del romanzo che ricorda per molti versi Emily St. Aubert, protagonista de I misteri di Udolpho. Come Emily, infatti, Elena è buona e pura, è vittima di un uomo diabolico e senza scrupoli e riesce ad affrontare le difficoltà solo appoggiandosi alla sua incrollabile fede cristiana. A causa della semplicità del suo animo, tuttavia, Elena appare molto stereotipata e poco sviluppata psicologicamente.
Vincenzo di Vivaldi è l'innamorato di Elena e come lei è buono, semplice e ingenuo. È amante della giustizia, fiero e orgoglioso della sua nobiltà d'animo, ma allo stesso tempo è impulsivo e precipitoso nelle sue azioni e a causa di questi suoi difetti viene più volte ingannato nel corso della storia.
Schedoni è uno degli antagonisti meglio riusciti della Radcliffe. Monaco dal passato nebuloso che, appare subito come diabolico e senza scrupoli né morale, mentre i suoi confratelli lo vedono come una specie di santo e come un esempio da seguire. Dopo la scoperta della parentela con Elena - che Schedoni ritiene erroneamente sua figlia - il suo personaggio evolve però in modo inaspettato, dimostrando di avere una coscienza nascosta che si rivela essere più forte della sua malvagità e della sua sete di potere.

## Edizioni italiane
- Il confessionale dei penitenti neri, 3 voll., Milano, Fratelli Ferrario, s.d.
- Il confessionale dei penitenti neri, Roma, De Luigi, 1944.
- Il confessionale dei penitenti neri (L'italiano), Prefazione e traduzione di Giorgio Spina, Milano, Sugar, 1970.
- L'italiano, ovvero Il confessionale dei penitenti neri, Traduzione di Alessandro Gallenzi, Milano, Frassinelli, 1995, ISBN 88-7684-327-2.